# گونی (داغستان)
گونی (به لاتین: Guni) یک منطقهٔ مسکونی در روسیه است که در شهرستان کازبکوفسکی واقع شده‌است.